# Пчеловодство (журнал)
«Пчелово́дство» — российский журнал о пчеловодстве.
Как отмечает в 2011 году академик Н. И. Кривцов — самый популярный и массовый отраслевой журнал.
Основан в 1921 году.
Журнал «Пчеловодство» рассчитан на широкую аудиторию и пропагандирует новейшие методы прибыльного содержания пчёл. Ветврачи, зоотехники, научные работники, врачи-апитерапевты и опытные пчеловоды научат успешно разводить пчел, сохранять их здоровье, применять продукты пчеловодства для укрепления здоровья человека. Размещается реклама ветпрепаратов для лечения пчёл, инвентаря и оборудования, упаковки. Журнал уделяет внимание как научно-теоретическим вопросам, так и практическим сторонам пчеловодного дела. Даются рекомендации по оптимальному получению продукции пчеловодства (мёд, воск, пыльца, прополис, маточное молочко, подмор), их хранению, переработке и применению в лечении и профилактике заболеваний у людей. Приводятся рецепты (врачей, известных травников, самих пчеловодов) для лечения с помощью продуктов пчел различных заболеваний, способы приготовления лекарственных препаратов.
Приводится обширная информация по зарубежному опыту.
Журнал выходит 10 раз в год и распространяется в России и в бывших союзных республиках, а также за рубежом. Журнал включен в РИНЦ и входит в Перечень ведущих рецензируемых научных журналов и изданий, рекомендованных ВАК для публикаций основных результатов диссертационных исследований.
Главный редактор — Верещака Олег Анатольевич. В редакционную коллегию входят: академик РАН А. М. Смирнов, экс-директор НИИ пчеловодства и его научный руководитель как ФНЦ пчеловодства почётный доктор, доктор сельскохозяйственных наук, кандидат биологических наук профессор В. И. Лебедев, экс-директор ФНЦ пчеловодства кандидат биологических наук Л. А. Бурмистрова, доктор биологических наук профессор Е. К. Еськов, врио директора ФНЦ пчеловодства доктор сельскохозяйственных наук А. З. Брандорф, кандидат биологических наук старший научный сотрудник Н. Г. Билаш (дочь Г. Д. Билаша), доктор биологических наук старший научный сотрудник Р. А. Ильясов, доктор сельскохозяйственных наук, кандидат химических наук Н. М. Ишмуратова.

## История
В октябре 1921 года в Советской России вышел первый номер центрального журнала «Пчеловодное дело» (редактор А. Е. Титов, также и журнала «Пчеловод-практик»), реорганизованный в 1930 году в журнал «Коллективное пчеловодное дело». Со 2-го номера 1932 года выходит под названием «Пчеловодство». В период 1932—1933 годов издавался 6 раз в год. Журнал был массовый производственный и был рассчитан на научных работников, преподавателей, студентов, колхозных и совхозных пчеловодов и любителей пчеловодства. Издавался в Москве. Публиковались статьи с пропагандой достижений пчеловодства и о его современном состоянии, разведении и содержании пчелиных семей, экономике пчеловодства на частной и совхозной пасеках, борьбе с вредителями и болезнями пчёл, организации и использовании кормовой базы, пасечном инвентаре и оборудовании пасек в СССР и за рубежом, апитерапии и продуктах пчеловодства, а также справочные материалы по пчеловодству. До 1993 года журнал выходил ежемесячно, в 1994—1999 годах выходило 6 номеров в год, в 2000—2004 годах издавалось 8 номеров в год. В СССР журнал был ежемесячным научно-производственным изданием Министерства сельского хозяйства СССР. В РФ журнал «Пчеловодство» существует за счёт средств подписчиков и рекламодателей, с 2005 года выходит 10 номеров в год. В 1994 году редакция журнала на правах коллективного члена вступила в Рязанское апитерапевтическое общество.
В разные годы редакцию журнала возглавляли Н. М. Глушков, Г. А. Аветисян, Г. Ф. Таранов, а в редколлегии журнала состояли В. И. Полтев, В. Н. Крылов, Н. И. Кривцов, О. Ф. Гробов.

## Названия и тираж
- «Пчеловодное дело» (1921—1929)
- «Коллективное пчеловодное дело» (1930— № 1 1932)[4]
- «Пчеловодство» (с № 2 1932 года)

Тираж:
- 1974 год — 420 000 экземпляров[4].
- Последние годы — более 10 тыс.[5]